# Cetina (Aragón)
Cetina es una villa y municipio aragonés (España). Pertenece a la Comunidad de Calatayud y partido judicial homónimo, en la provincia de Zaragoza. El municipio tiene una población de 552 habitantes (INE 2024). 

## Situación
Cetina está situada en el camino natural que une la meseta con el valle del Ebro, a la derecha del río Jalón y frente a la confluencia con el río Henar. El terreno está determinado por el valle del Jalón, el Henar —tributario del Jalón—, y numerosos barrancos y desniveles. Aunque el municipio está a 686 m sobre el nivel del mar, se alcanzan alturas de más de 900 m en la sierra de Cetina al norte y en la sierra de Solorio al sur. Se encuentra a 114 km de Zaragoza por la autovía del Nordeste, que atraviesa el término municipal entre los pK 199 y 203. Forma parte de la comarca de la Comunidad de Calatayud. 
| Noroeste: Ariza        | Norte: Embid de Ariza | Noreste: Alhama de Aragón |
| Oeste: Ariza           |                       | Este: Contamina           |
| Suroeste: Cabolafuente | Sur: Sisamón          | Sureste: Jaraba           |

## Clima
La temperatura media anual de Cetina es de 13,3 °C. Las escasas precipitaciones anuales (372 mm) exigen racionalizar, aún más si cabe, el aprovechamiento de los recursos fluviales. Es sede de la Comunidad de Regantes de la Vega del Jalón y del Henar que rige los regadíos de Cetina, Contamina y parte de los situados en los términos municipales de Ariza y Alhama de Aragón.

## Prehistoria y arqueología
En el término municipal han aparecido restos arqueológicos del Paleolítico (Magdaleniense), del Bronce Medio, íberos, celtíberos y de la Roma Imperial.
Los restos paleolíticos se localizan en la denominada «Peña del Diablo», estando situados a orillas del río Henar próximo a su desembocadura en el Jalón. Se ubican en un lugar natural de paso a la Meseta Sur en una zona donde afloran las aguas termales del balneario de Alhama. Un posible microclima templado podría explicar la presencia de gentes magdalenienses a 700 m sobre el nivel del mar en las épocas más frías del Tardiglaciar.
Por otra parte, en el cerro del Gavilán se ha hallado un poblado cuya cronología corresponde al Bronce Medio. En este yacimiento se han encontrado vasos colador, cerámicas a mano y elementos para la construcción, como placas de revestimiento de adobe.

## Historia
Cetina se cita en el Cantar de mío Cid y fue conquistada por el rey de Aragón Alfonso I el Batallador.
El Fuero de Cetina, otorgado por Guillén de Belmes y el príncipe de Aragón don Ramón Berenguer IV, conde de Barcelona, a mediados del siglo XII, concede privilegios a los pobladores. Más adelante, la plaza pasó a manos de los hospitalarios, mediante una permuta efectuada con Alfonso II, quien recibió otros bienes de la orden (1182), si bien la ocupación de los sanjuanistas debió de ser pasajera, pues desde fines del siglo XIII vuelve a ser una fortaleza fronteriza de la corona. Así, la villa con su amplio castillo y dilatadas murallas desempeñó un papel importante en la defensa de las fronteras del reino de Aragón. En mayo de 1345, Pedro IV mandó amurallar el pueblo y dio 500 sueldos jaqueses para ayuda de los gastos que los vecinos tuvieron que hacer con tal motivo. No obstante, a pesar de la protección con que lo dotó Enrique de Trastámara, el castillo fue ocupado por las tropas castellanas durante la guerra de los Dos Pedros.
En 1372 las aldeas de la Comunidad de Calatayud pagaron al rey Pedro IV de Aragón tres mil quinientos florines de oro para que incorporase Cetina y sus aldeas a dicha Comunidad, y los vecinos de Cetina lograron rescatarse. En 1395 la villa y el castillo fueron vendidos por Juan I a Juan Fernández de Heredia, retornando más tarde a la corona; sin embargo, Martín I el Humano los vendió finalmente a Gonzalo de Liñán. En 1545, extinguida la descendencia directa de este último, pasó todo a su hermana Jerónima de Liñán, quien casó con Juan Fernández de Heredia, empezando en ellos la rama de los Fernández Heredia Liñán. Los sucesores en este señorío obtuvieron de Felipe IV el título de Condes de Contamina.
En la capilla de su palacio-castillo, el 26 de febrero de 1634 tuvo lugar la boda del escritor Francisco de Quevedo con Esperanza de Mendoza, señora de Cetina, aunque el matrimonio apenas duró tres meses. Asimismo, aquí en Cetina firmó el escritor la primera parte de Virtud Militante: Envidia.
De la guerra de la Independencia hay que destacar el hambre y la destrucción de la villa. Hacia mediados del siglo XIX, la villa tenía contabilizada una población de 825 habitantes. Aparece descrita en el sexto volumen del Diccionario geográfico-estadístico-histórico de España y sus posesiones de Ultramar de Pascual Madoz de la siguiente manera:

CETINA.: v. con ayunt. en la prov., aud. terr. y c. g. de Zaragoza (21 leg.), part. jud. de Ateca (4), adm. de rent. de Calatayud (6), dióc. de Tarazona (13): sit. en un montecito entre E. y S. con una vista despejada á la der. del r. Jalon; de clima templado; reinando los vientos N. y O.; sus enfermedades mas comunes son carbunclos y calenturas intermitentes. Tiene 260 casas; la de ayunt. y cárcel aunque algo deteriorada; una escuela de instruccion primaria, asistida por 50 alumnos y dotada con 1,200 rs. vn.; una igl. parr. (San Juan Bautista), servida por un cura párroco de provision del Sr. temporal: en los afueras de la pobl. dos ermitas, la una de Ntra. Sra. de Atocha sit. al E., y la otra de San Juan Lorenzo al O. Confina el térm. N. con el de Embid de Ariza (1 leg.); E. con el de Aluma y Contamina (1/2); S. con Jaraba (1), y O. con Ariza (1/2). terreno de regadio y secano, de buena calidad: le bañan los r. Jalon que tiene su nacimiento en Esteras, y el Deza que desagua en dicho Jalon: á la altura de Cetina, hay un puente de piedra de poco mérito; tiene un monte muy poblado de robles y encinas de 3/4 de anchura y 1 leg. de estension entre Jaraba Sisamon y Cetina. Cruza su térm. el camino de Madrid á Zaragoza, y otros que conducen á los pueblos inmediatos en bastante mal estado: recibe el correo de la adm. de Alama por un peaton, los domingos, martes y jueves, mandándolo por el mismo conducto y los mismos dias. prod.: trigo, centeno, cebada, avena, vino, cáñamo, judias y patatas; cria ganado lanar; caza de perdices, liebres, conejos y algun venado; pesca de algunos barbos. ind.: un molino harinero perteneciente á propios, un batan de paños y fabricacion de carbon. comercio: estraccion de los productos sobrantes, paños y carbon. pobl.: 174 vec., 825 almas. cap. imp.: 143,600 rs.: contr.: 30,485 rs.
(Madoz, 1847, p. 372)

## Demografía
Cetina cuenta con una población de 552 habitantes (INE 2024).
| Gráfica de evolución demográfica de Cetina entre 1842 y 2021                                                        |
| |
| Población de derecho según los censos de población del INE Población de hecho según los censos de población del INE |

En el fogaje de 1495 —censo ordenado por Fernando el Católico—, Cetina aparece como villa de señorío con 186 «fuegos» u hogares, lo que equivale a unos 930 habitantes. A mediados del siglo XIX, el censo de 1857 registra un aumento de su población hasta los 1171 habitantes; entonces, Cetina estaba incluida en el partido judicial de Ateca.
A lo largo de la primera mitad del siglo XX, la población de Cetina se mantuvo siempre por encima de los 1000 habitantes, alcanzando su techo demográfico —2516 habitantes— en 1930; el acusado retroceso que se inició en la década de 1950 se mantiene hasta la actualidad.

## Administración y política
| Período   | Alcalde                         | Partido |  |
| --------- | ------------------------------- | ------- |  |
| 1979-1983 | Pascual Marco Sebastián         | Ind.    |  |
| 1983-1987 | Pascual Marco Sebastián         | PSOE    |  |
| 1987-1991 | Miguel Germán Fraile            | PSOE    |  |
| 1991-1995 | Miguel Germán Fraile            | PSOE    |  |
| 1995-1999 | José Carlos Fraile Millán       | PSOE    |  |
| 1999-2003 | José Miguel Velázquez Hernández | IU      |  |
| 2003-2007 | Jesús Cabrejas Lacarta          | PP      |  |
| 2007-2011 | José Miguel Velázquez Hernández | PAR     |  |
| 2011-2015 | José Miguel Velázquez Hernández | PAR     |  |
| 2015-2023 | Hilario González Velázquez      | PSOE    |  |

| Partido político    | Partido político                                   | 2003   | 2007   | 2011   | 2015   |
| Partido político    | Partido político                                   | Ediles | Ediles | Ediles | Ediles |
|                     | Partido de los Socialistas de Aragón (PSOE-Aragón) | 3      | 3      | 2      | 3      |
|                     | Partido Aragonés (PAR)                             | —      | 3      | 4      | 2      |
|                     | Partido Popular de Aragón (PP)                     | 4      | 1      | 1      | 2      |
| Total de concejales | Total de concejales                                | 7      | 7      | 7      | 7      |

## Patrimonio

### Patrimonio religioso

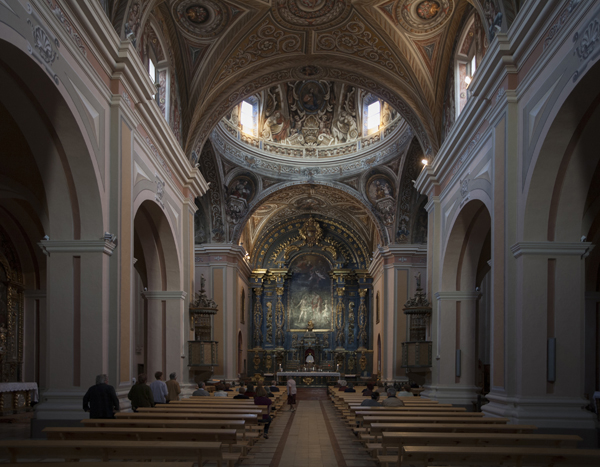
Interior de la iglesia de San Juan Bautista

La iglesia de San Juan Bautista fue construida entre el 28 de abril de 1697 y el 18 de mayo de 1708 dentro del estilo barroco. Tiene planta de cruz latina de tres naves, siendo la nave central la más ancha y alta, con cabecera plana y crucero. Se trata de una gran construcción de ladrillo visto de aparejo corrido sin tendeles, sobre un basamento exterior de piedra. En su interior destaca el conjunto de pinturas murales, de la escuela aragonesa dieciochesca, que decoran las bóvedas de la nave central, presbiterio y crucero, siendo uno de los conjuntos pictóricos más extensos de Aragón.
Por decreto 58/2002 del Gobierno de Aragón fue declarada Bien de Interés Cultural en la categoría de Monumento. Pertenece al arciprestazgo del Alto Jalón.
La ermita de San Juan Lorenzo fue edificada sobre la casa donde nació este santo franciscano a mediados del siglo XIV, predicador eminente y mártir de Granada. Presenta una planta de cruz latina orientada a poniente, con nave de dos tramos. Los retablos son del siglo XVIII. La ermita de la Virgen de Atocha, levantada en la carretera de Jaraba, fue construida en la primera mitad del siglo XVII; presenta bóvedas con yeserías mudéjares y pinturas. Una tercera ermita, la de Santa Quiteria, se emplaza a 4 km de la localidad junto al nacimiento de las aguas que abastecen a la localidad. Está reedificada sobre una ermita anterior.

### Patrimonio civil

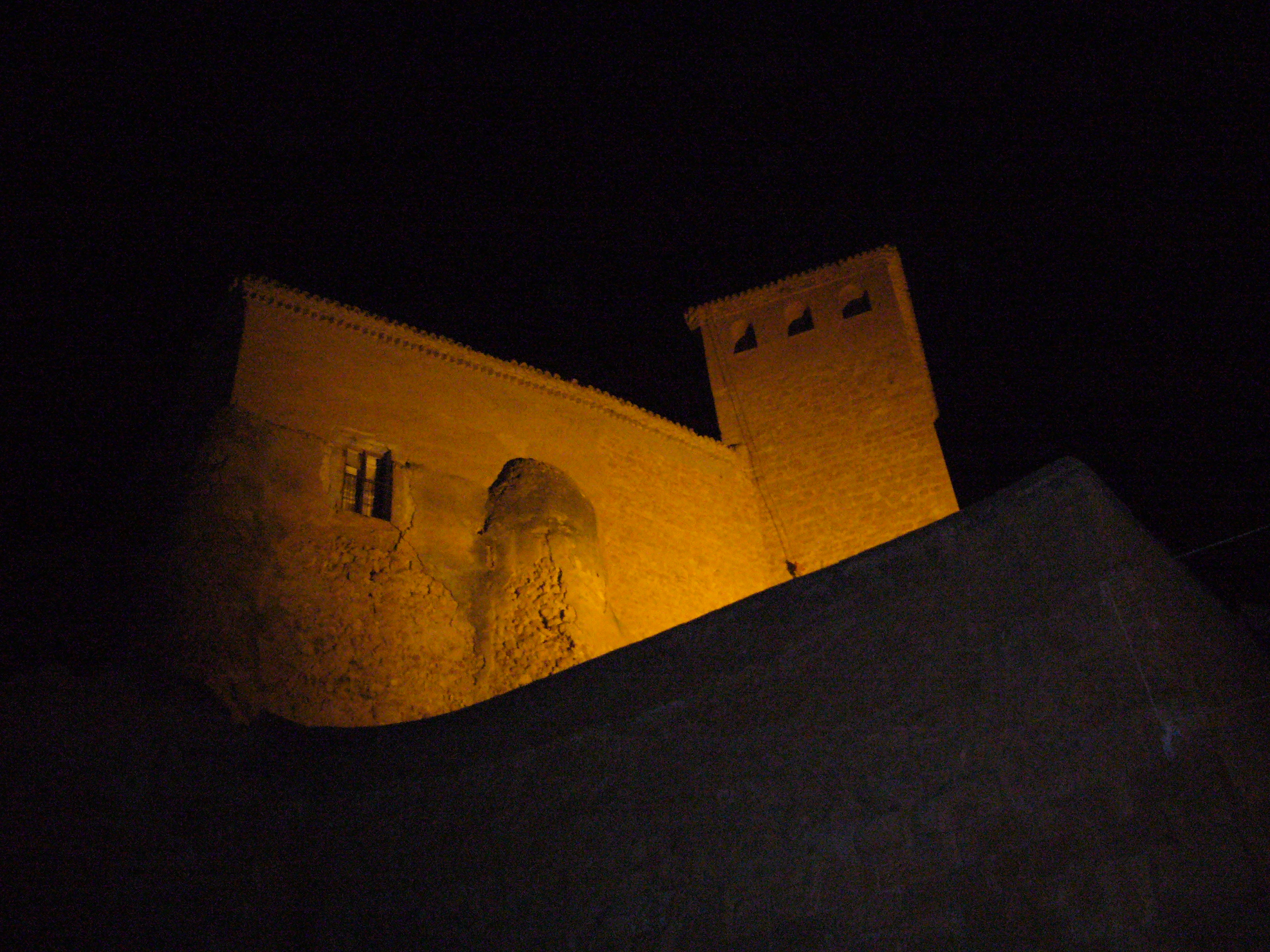
Castillo-palacio de San Juan Lorenzo o de Quevedo

El castillo-palacio de San Juan Lorenzo o de Quevedo se extiende en una planta alargada de unos 60 m de largo, bastante estrecha. La construcción del edificio utilizó básicamente el ladrillo y la mampostería, estando en la actualidad alterados sus paramentos por enlucidos. La mitad oriental del palacio alberga las estancias más antiguas, como la torre del Homenaje. Dicha torre, conocida como del Volantín, es de planta rectangular construida en sillería, a excepción del cuerpo superior añadido posteriormente; su construcción puede datarse en el último cuarto del siglo XIV. La capilla —en la cual se casó Quevedo— se encuentra en la parte norte de esta planta, y se destaca de todo el conjunto por la decoración de yeserías que cubre toda la techumbre.
Este castillo-palacio fue declarado Monumento Nacional Histórico Artístico por decreto de 3 de junio de 1931.
Otro edificio civil es la casa de los Cardos o casa Cerdán. Tiene tres alturas con aparejo de machones y verdugadas de ladrillo y cajones de tapial.

### Patrimonio natural
La chaparra de Eloy es una encina centenaria monumental situada dentro del monte de Cetina, a unos 9 km de la localidad.

## Fiestas
- San Antonio Abad (16 y 17 de enero).
- San Juan Lorenzo del 18 al 21 de mayo. Declaradas fiestas de interés turístico de Aragón por Orden de 24 de julio de 1996. El 19 de mayo tiene lugar durante la procesión con el Santo y reliquia por las calles de Cetina, su famoso dance, documentado desde el siglo XVI,[21] y por la noche tiene lugar la mojiganga callejera con antorchas por las calles de la localidad, y a continuación en la plaza de la Villa se baila la contradanza de Cetina. Finaliza con el afeitado, muerte y resurrección del Diablo.
- Santa Quiteria (22 de mayo). Romería.
- Santa Ana (26 de julio). Fiesta de los pastores.
- Virgen de Atocha del 18 a 21 de octubre.